# ゾフィー・アントイネッテ・フォン・ブラウンシュヴァイク＝ヴォルフェンビュッテル
ゾフィー・アントイネッテ・フォン・ブラウンシュヴァイク＝ヴォルフェンビュッテル＝ベーヴェルン（Sophie Antoinette von Braunschweig-Wolfenbüttel-Bevern, 1724年1月24日 - 1802年5月17日）は、ドイツの諸侯ザクセン＝コーブルク＝ザールフェルト公エルンスト・フリードリヒの妃。

## 生涯
ブラウンシュヴァイク＝ヴォルフェンビュッテル＝ベーヴェルン公フェルディナント・アルブレヒト2世と、その本家筋のブラウンシュヴァイク＝ヴォルフェンビュッテル公ルートヴィヒ・ルドルフの娘アントイネッテ・アマーリエの間の第9子・四女。誕生日は1月13日説と1月24日説があるが、一般的に後者が正しいとされている。父の実家は当時の王侯としては非常に貧しかったものの、ゾフィーと兄弟姉妹は母方祖父の所有するザルツダールム城で何不自由なく大切に育てられた。
ゾフィーはロシア皇帝ピョートル2世及びオーストリア女大公マリア・テレジアの母方従妹であり、また長姉エリーザベト・クリスティーネがプロイセンのフリードリヒ2世大王に、三姉ルイーゼ・アマーリエが大王の弟で後継者のアウグスト・ヴィルヘルム王子に嫁いだため、プロイセン王（とその兄弟）の義妹でもあった。こうした欧州王家との閨閥関係のおかげで、ゾフィーには多くの縁談が舞い込んだ。しかし彼女自身は不器量で特段の長所のない娘だったため、縁談は次々に破談となった。
長兄のカールが新たな花婿候補として見つけてきたのがザクセン＝コーブルク＝ザールフェルト公家の嗣子で同い年のエルンスト・フリードリヒだった。エルンストもまた、ゾフィーとの縁談の前に別の女性に求婚したが、その女性から容姿の悪さを理由に結婚を断られた経緯のある公子だった。ゾフィーはエルンストを気に入り、2人は1749年の年初に婚約、同年4月23日にコーブルクで結婚した。夫婦仲は良く、間に7人の子に恵まれた。ゾフィーは夫の死の2年後に死去している。

## 子女
- フランツ（1750年 - 1806年） - ザクセン＝コーブルク＝ザールフェルト公
- カール（1751年 - 1757年）
- フリーデリケ（1752年）
- カロリーネ（ドイツ語版）（1753年 - 1829年）
- ルートヴィヒ（1755年 - 1806年）
- フェルディナント（1756年 - 1758年）
- フリードリヒ（1758年）